# IC 3418
IC 3418 је галаксија у сазвјежђу Дјевица која се налази на листи објеката дубоког неба у Индекс каталогу.
Деклинација објекта је + 11° 24' 3" а ректасцензија 12h 29m 42,5s. Привидна величина (магнитуда) објекта IC 3418 износи 13,8 а фотографска магнитуда 14,4. IC 3418 је још познат и под ознакама UGC 7630, MCG 2-32-92, DDO 130, VCC 1217, PGC 41207.